# اندریاب‌ها در ربات
اندریاب ها یا سنسورها نقش برجسته‌ای در پایداری و کنترل  ربات‌ها دارند. کار اصلی این اندریاب‌ها شبیه سازی رفتار آدمی و پیاده‌سازی آن در ربات می‌باشد. این اندریاب‌ها به دسته‌های زیر بخش می‌شوند

## اندریابهای تنه (Body Sensors)
این اندریابها، دانستاری(اطلاعات) را دربارهٔ جایگاه و جایی که ربات در آن جای دارد، فراهم می‌کنند. این دانستار نیز به یاری دگرگونی وضعیت‌هایی که در کلیدها فراهم می‌شود، به دست می‌آیند. با دریافت و پردازش دانستار بدست آمده ربات می‌تواند از شیب جابجایی خود و این‌که به کدام سوی در حال جابجایی است آگاه شود. سرانجام هم واکنشی هماهنگ با اندرگاه دریافت شده از خود نشان می‌دهد.

## اندریاب راستایاب مغناطیسی(direction Magnetic Field Sensor)
با بهره‌گیری از ویژگی مغناطیسی زمین و میدان مغناطیسی نیرومند پدید آمده، قطب‌نمای الکترونیکی هم ساخته شده‌است که می‌تواند دانستاری را دربارهٔ راستاهای مغناطیسی فراهم سازد. این امکانات به یک ربات کمک می‌کند تا بتواند در زمینه جابجایی خود آگاه شده و برای ماندگاری جابجایی خود در راستای ویژه تصمیم‌گیری کند. این اندریابها دارای چهار درگاه می‌باشند که هرکدام نمایانگر یکی از سوها است. البته با بهره گیری از یک فرزان(منطق) درست نیز می‌توان شناخت هشت راستای مغناطیسی را شدنی ساخت.

## اندریابهای فشار و مالش (Touch and Pressure Sensors)
شبیه‌سازی حس بسایش آدم کاری دشوار به نظر می‌رسد. اما اندریابهای ساده‌ای هستند که برای دریافت لمس و فشار بهره گرفته می‌شوند. از این اندریابها در جلوگیری از تصادفات و افتادن خودروها در دست‌اندازها به کار برده می‌شود. این اندریابها در دست‌ها و بازوهای ربات هم برایهای گوناگونی بهره برده می‌شوند. برای نمونه برای ایستاندن جابجایی ربات در هنگام برخورد عامل پایانی با یک شی. همچنین این اندریابها به ربات‌ها برای کارها نیروی به اندازه برای بلند کردن جسمی از روی زمین و نشاندن آن در جایی شایسته نیز کمک می‌کند. با پرداختن به این گفته‌ها می‌توان رفتار آن‌ها را به سه دسته زیر بخش کرد: ۱- رسیدن به هدف، ۲- جلوگیری از برخورد، ۳- شناسایی یک شی.

## اندریابهای گرمایی (Heat Sensors)
یکی از  گونه‌های اندریابهای گرمایی ترمینستورها هستند. این اندریابها المان‌های ایستادگی (مقاومتی) پسیوی هستند که ایستادگیشان هماهنگ با دمایشان دگرگون می‌شود. بسته به اینکه در پی گرما ایستادگیشان افزایش یا کاهش می‌یابد، برای آن‌ها به ترتیب ضریب گرمای سپنتا یا انگره را شناختار می‌کنند. نوع دیگری از اندریابهای گرمایی ترموکوپل‌ها هستند که آن‌ها نیز در پی دگرگونی دمای پیرامون ولتاژ کوچکی را پدید می‌آورند. در بهره گیری از این اندریابها کمابیش یک سر ترموکوپل را به دمای تراز وصل کرده و سر دیگر را در نوکی که باید دمایش اندازه‌گیری شود، جای می‌دهند.

## اندریابهای بویایی (Smell Sensors)
تا همین پایان اندریابی که بتواند همانند حس بویایی آدم رفتار کند، نبود. آنچه که پدید آمده بود یک‌سری اندریابهای شکنا برای شناسایی گازها بود که اصولاً هم برای شناسایی گازهای سمی کاربرد داشتند. ساختمان این اندریابها بدین گونه است که یک المان ایستادگیی پسیو که از منبع تغذیه‌ای مجزا، با ولتاژ ۵+ ولت تغذیه می‌شود، در کنار یک اندریاب جای دارد که با گرم شدن این المان شکنایی (حساسیت) نیاز برای پاسخ‌گویی اندریاب به انگیزنده‌های پیرامونی فراهم می‌شود. برای کالیبره کردن این دستگاه آغاز اندازه ناچیزی از هر بو یا عطر دلخواه را به دستگاه کارها کرده و پاسخ آن را یادداشت می‌کنند و پس از آن این پاسخ را با نام ترازی برای سنجش در استفاده‌های آینده به کار می‌برند. اصولاً در ساختمان این دستگاه چند اندریاب، بگونه همزمان رفتار می‌کنند و سپس پاسخ‌های دریافتی از آن‌ها به شبکه عصبی ربات فرستاده شده و کندوکاو و پردازش لازم روی آن چهره می‌گیرد. نکته مهم دربارهٔ کار این اندریابها در این است که آن‌ها نمی‌توانند یک بو یا عطر را بگونه هروسپ انداره بگیرند. بلکه با اندازه‌گیری ناهمسانی بین آن‌ها به شناسایی بو می‌پردازند.

## اندریابها در زانویی‌ها
رایج‌ترین نوع این اندریابها، پوشاننده ها(Encoders) هستند که هم از توان بالای داد و ستد دانستار با رایانه برخوردارند و هم اینکه ساده، ریزسنج، پذیرفته و نویز ناپذیرند. این دسته انکدرها را به دو دسته می‌توان بخش کرد:
1. پوشاننده هروسپ: در این کدگشاها جایگاه به کد باینری یا کد خاکستری BCD (Binary Codded Decible) می‌گردد. این انکدرها به علت سنگینی و گرانبها بودن و اینکه سیگنال‌های فراوانی را برای فرستادن دانستار نیاز دارند، کاربرد گسترده‌ای ندارند. همانگونه که می‌دانیم به‌کار گیری شمار فراوانی سیگنال درصد خطای کار را افزایش می‌دهد و این اصلاً دلخواه نیست. پس از این انکدرها تنها در مواردی که هروسپ بودن جایها برای ما خیلی مهم است و دشواری هم از لحاظ بار قابل تحمل ربات متوجه ما نباشد، به کار برده می‌شود.
2. پوشاننده افزاینده: این پوشاننده‌ها دارای قطار پالس و یک پالس تراز که برای کالیبره کردن بکار می‌رود هستند، از روی شمارش قطارهای پالس دربارهٔ نوک تراز به جایگاه یاد شده دست می‌یابند. از روی بسامد (عرض پالس‌ها) می‌توان به سرعت چرخش و از روی شمردار (مجاسبه) دگرگونی بسامد در یکه زمان (دگرگونی عرض پالس) به شتاب جابجایی دوارنی پی برد. حتی می‌توان راستای چرخش را نیز دریافت. فرض کنید سیگنال‌های A و B و C سه سیگنالی باشند که از پوشاننده به کنترل‌کننده فرستادن می‌شود. B سیگنالی است که با یک چهارم پریود دیرکرد دربارهٔ A. از روی ناهمسانی فاز بین این دو می‌توان به راستای چرخش پی برد.